# Steve Leslie (cầu thủ bóng đá, sinh năm 1952)
Steven Robert William Leslie (sinh ngày 4 tháng 9 năm 1952) là một cựu cầu thủ bóng đá người Anh thi đấu ở vị trí tiền vệ.

## Sự nghiệp
Leslie có hơn 500 lần ra sân trên mọi đấu trường cho Colchester từ năm 1971 đến năm 1984. Sau khi rời Colchester, Leslie thi đấu cho Chelmsford City,  Brentwood Town và Wivenhoe Town. Hiện tại ông làm việc cho Hội đồng Brentwood.

## Danh hiệu

### Cá nhân
- Cầu thủ xuất sắc nhất năm Colchester United (1): 1978